# Râul Cumpănița
Râul Cumpănița este un afluent al râului Topolog. 